# Anguipecten picturatus
Anguipecten picturatus is een tweekleppigensoort uit de familie van de Pectinidae. De wetenschappelijke naam van de soort is voor het eerst geldig gepubliceerd in 1995 door Dijkstra.